# Oecetis apicipennis
Oecetis apicipennis är en nattsländeart som först beskrevs av Banks 1913.  Oecetis apicipennis ingår i släktet Oecetis och familjen långhornssländor. Inga underarter finns listade i Catalogue of Life.